# نمودارهای ترمودینامیکی
نمودارهای ترمودینامیکی(به انگلیسی: Thermodynamic diagrams) عبارت اند از نمودارهایی که تغییرات دو یا چند پارامتر ترمودینامیکی را نسبت به هم نشان می‌دهد. نمودارهای فشار-حجم، دما-آنتروپی و آنتالپی-آنتروپی نمونه‌هایی از این نوع نمودارها هستند.